# Ganimet
Ganiment was de leider van een groep marrons die in samenwerking met inheemse strijders aanvallen uitvoerden op plantages in Suriname aan het einde van de 17e eeuw. Hij is de eerste marron in Suriname waarvan de naam bekend is. Hij bezat een fort in de buurt van de Parakreek.

## Van slaafgemaakte tot marron
De geboorteplaats en -datum van Ganimet zijn niet bekend. Hij was een Afrikaanse slaafgemaakte die op een van de plantages van Balten Perduyn verbleef. Perduyn was burgemeester van Paramaribo en woonde zelf op plantage Wiampibo, een mijl ten zuiden van Fort Zeelandia. Perduyn had een oorschelp van Ganimet afgesneden, als straf voor een onbekend incident. Ganimet is daarna naar het binnenland gevlucht. Samen met ongeveer vijftig andere marrons vestigde hij zich in het gebied tussen de Parakreek en de Saramacca. Het dorp van Ganimet was versterkt en werd aangeduid als Fort Berima.  Ganimet onderhield goede contacten met de Karaïben van Kaaikoesi, die de marrons na hun vlucht hebben geholpen om te overleven in het oerwoud. Er lag een breed pad tussen het fort van Ganimet en de dorpen van de Saramacca-Karaïben. De inheemsen waren verwikkeld in een oorlog met het gouvernement en de plantage-eigenaren. De oorlog zou later worden aangeduid met Inheemse oorlog in Suriname (1678-1686). De Ganimet-marrons sloten zich aan bij aan de overvallen van de inheemsen op de plantages en voerden vanaf 1680 ook zelfstandig overvallen uit.

## Overval op de plantage en het woonhuis van Van Gheluwe
In januari 1680 overvielen de marrons van Ganimet samen met een aantal Karaïben de plantage van raad-fiscaal Arnoult van Gheluwe aan de Parakreek. De suikermolen werd in brand gestoken, drie slaafgemaakten werden gedood en de overige werden meegevoerd. Na de overval wilde Van Gheluwe de exploitatie van zijn plantage niet voortzetten. Op het terrein werd later een militaire post gevestigd.
Op 4 februari 1680 voerden inheemsen en marrons van Ganimet een overval uit in Paramaribo. Ze vielen enkele huizen binnen aan de Prinsenstraat aan de rand van het oude centrum. Ganimet had het gemund op het woonhuis van Van Gheluwe. In dat huis troffen zij een slaafgemaakte aan die er door Ganimet van werd beschuldigd dat zij er de oorzaak van was dat "mijn meester Perduyn mij een oor heeft afgesneden". De slaafgemaakte vrouw werd door Ganimet gedood door verschillende slagen van houwers en zwaarden.  In het huis was ook de schoenlapper Kruijthof aanwezig. Hij werd gedood met pijlen en door houwen van een kapmes op zijn hoofd.

## Aanval op Berima
Dat de marrons een steeds groter aandeel leverden aan de overvallen van de inheemsen was in Paramaribo niet onopgemerkt gebleven. In december 1681 zette het koloniale bestuur een expeditie op naar het versterkte dorp van Ganimet. De informatie over de precieze ligging van Berima en de wijze waarop de verdediging was georganiseerd was afkomstig van de inheemse leider Priary. Fort Berima werd met de grond gelijk gemaakt. Bij de aanval werden naar schatting vijftig marrons gedood. Ganimet is bij de aanval waarschijnlijk omgekomen. Zijn naam wordt na de aanval niet meer vermeld in de bronnen. De overgebleven marrons trokken daarna met steun van de Saramaccaanse inheemsen dieper het binnenland in.